# Michel Welter
Michel Welter (* 5. Februar 1983 in Luxemburg) ist ein luxemburgischer Eishockeytorwart, der seit 2012 beim IHC Beaufort unter Vertrag steht. Seit 2016 spielte er mit dem Klub in der zweitklassigen belgischen National League. Von 2021 bis 2024 spielte er für den Klub auch in der Luxembourg Hockey League.

## Karriere
Michel Welter begann seine Karriere als Eishockeyspieler beim luxemburgischen Spitzenclub Tornado Luxembourg, der damals außer an der Luxemburgischen Liga auch unterklassig am deutschen Ligasystem teilnahm. Mit den Tornados wurde er 2001 und 2002 luxemburgischer Meister. Anschließend wechselte der Torhüter ins finnische Tuusula, wo er für TuusKiekko in der II-divisioona, der vierten finnischen Eishockeyliga, auf dem Eis stand. Als er Tuusula bereits nach einem Jahr verließ, blieb er in Finnland und hütete für weitere unterklassige Vereine das Tor. 2008 kehrte er nach Mitteleuropa zurück und wechselte in die belgische Ehrendivision, wo er zunächst für die Lütticher Bulldoggen aktiv war. Zur Folgespielzeit wechselte er zunächst zum amtierenden belgischen Meister White Caps Turnhout, verließ diesen jedoch im Saisonverlauf und kehrte zu seinem Heimatverein Tornado Luxembourg zurück. Seit 2012 spielt Welter für den IHC Beaufort, der damals im deutschen Liga-System in der fünftklassigen Rheinland-Pfalz-Liga spielte. 2016 wechselte er mit dem Klub in die zweitklassige belgische National League. Von 2021 bis 2024 spielte er für den Klub auch in der Luxembourg Hockey League.

### International
Für Luxemburg nahm Welter schon an U-18- und U-20-Weltmeisterschaften teil. Bereits als 17-Jähriger debütierte er bei der D-Weltmeisterschaft 2000 in der Herren-Nationalmannschaft. Er absolvierte alle vier Spiele seiner Mannschaft, konnte aber nicht verhindern, dass Luxemburg mit nur einem Sieg (7:5 über die Türkei) lediglich Achter von neun teilnehmenden Teams wurde. Noch ärger lief es für ihn zwei Jahre später in der Division II, als er in fünf Spielen 68 Tore hinnehmen musste – selbst gegen den Vorletzten aus Island kassierte er acht Gegentore. Die Luxemburger wurden daraufhin für die WM 2003 in die neugegründete Division III eingeteilt, aus der sie – erneut mit Welter im Tor – den sofortigen Aufstieg in die Division II erreichten. Dort gelang bei der WM 2004 zwar ein Punktgewinn gegen Israel, aber aufgrund der um 40 Tore schlechteren Tordifferenz, man hatte 70 Gegentore in fünf Spielen kassiert, musste das Team um den Goalie Welter erneut den Gang in die unterste Klasse antreten. Bei den Weltmeisterschaften 2005, 2006, 2007, 2008, 2009, 2010, 2013, 2014 und 2015 stand er nun für die Mannschaft des Großherzogtums in der Division III auf dem Eis. Dabei wurde 2007 der Aufstieg in die Division II nur knapp durch ein 3:4 nach Penalty-Schießen im entscheidenden Spiel gegen Irland verpasst. 2013 wurde Welter wie schon 2003 und 2006 als bester Torhüter des Division-III-Turniers ausgezeichnet.

## Erfolge und Auszeichnungen
- 2001 Luxemburgischer Meister mit Tornado Luxembourg
- 2002 Luxemburgischer Meister mit Tornado Luxembourg
- 2003 Bester Torhüter bei der Weltmeisterschaft der Division III
- 2003 Aufstieg in die Division II bei der Weltmeisterschaft der Division III
- 2006 Bester Torhüter bei der Weltmeisterschaft der Division III
- 2013 Bester Torhüter bei der Weltmeisterschaft der Division III